# ともだち (芸能事務所)
有限会社ともだちは、愛知県名古屋市中区に本社を置く芸能事務所。タレントオフィスともだちの名前で知られる。

## 概要
名古屋を中心に東京、大阪にオフィスを構える芸能事務所で東海地方で多くのローカルタレント輩出するほか、指揮者の竹本泰蔵も所属している。また、関連会社のクリエイションともだちがタレント養成学校を開設している。

## 沿革
- 1975年（昭和50年）1月 - 設立
- 1986年（昭和61年） - 神戸事務所（現・関西事務所）を設置。
- 1990年（平成2年） - 東京事務所を設置。
- 1995年（平成7年） - 有限会社クリエイションともだちを設立。

## 所属タレント
所属タレントは、名古屋オフィス80名、東京オフィス40名、関西オフィス45名。
名古屋オフィス
- 伊沢勉
- 神野三枝
- 鈴木林蔵
- 西山諒
- 早川敦子
- 松のちよみ
- 崎正宗

東京オフィス
- 西村綾子（元・名古屋オフィス）

関西オフィス
- 谷口キヨコ
- 内藤朝華
- 西田育弘
- 浜本愛里
- マツモトアキノリ
- 政田マリ
- 平井よお子

指揮者
- 竹本泰蔵

### かつて所属していたタレント
- 高橋みつる（元・名古屋オフィス）
- 福田知鶴（元・名古屋オフィス）
- 国井美佐（元・名古屋オフィス） - 在籍時は國井美佐の名義で活動。
- 馬場美恵子（元・名古屋オフィス）
- 憲俊（元・名古屋オフィス）
- 浜平恭子（元・東京オフィス）
- 桜みずほ（元・関西オフィス）
- みのしまあい（元・名古屋オフィス）

## 事業所
- 東京支社（東京都港区）
- 関西支社（大阪府大阪市北区）

## 関連会社
- 有限会社クリエイションともだち